# Atalanta Bergamasca Calcio 1973-1974
Questa voce raccoglie le informazioni riguardanti l'Atalanta Bergamasca Calcio nelle competizioni ufficiali della stagione 1973-1974.

## Stagione
Nella stagione 1973-1974 l'Atalanta disputa il campionato di Serie B, con 36 punti ottiene l'undicesimo posto. Salgono in Serie A il Varese e l'Ascoli con 51 punti e la Ternana con 50 punti. Retrocedono in Serie C la Reggina con 34 punti per peggior differenza reti con Brindisi, Perugia e Reggiana, il Bari con 28 punti ed il Catania con 26 punti.
Nonostante gli ambiziosi programmi, che prevedevano un immediato ritorno in Serie A, la squadra si ritrova a lottare invischiata nei bassifondi, rischiando addirittura la retrocessione in serie C. A rimetterci è l'allenatore Giulio Corsini, esonerato per far posto a Heriberto Herrera, che tuttavia non riesce a raddrizzare la situazione, ma riesce a mantenere la categoria. In Coppa Italia il cammino dei neroazzurri, dopo aver eliminato nel girone 7 di qualificazione il Brindisi, il L.R. Vicenza, il Cagliari ed il Taranto, si interrompe nel secondo turno di semifinale a gironi, a causa delle doppie sconfitte patite contro Bologna e Milan, e della vittoria, accompagnata da un'altra sconfitta al ritorno, contro l'Inter

## Organigramma societario
Area direttiva
- Presidente: Achille Bortolotti
- Vice presidente: Miro Radici
- Amministr. delegato: Sergio Nessi
- Segretario: Giacomo Randazzo

Area tecnica
- Direttore sportivo: Giuseppe Brolis
- Allenatore: Giulio Corsini
dall'11-11-1973 Heriberto Herrera
- Vice allenatore: Angelo Piccioli

Area sanitaria
- Medico sociale: Gian Carlo Gipponi
- Massaggiatore: Renzo Cividini

## Rosa
| N. |                   | Ruolo | Calciatore             |
| -- | ----------------- | ----- | ---------------------- |
|    | Italia (bandiera) | P     | Renato Cipollini       |
|    | Italia (bandiera) | P     | Giuliano Tamburrini    |
|    | Italia (bandiera) | D     | Fabiano Brambilla      |
|    | Italia (bandiera) | D     | Bruno Divina           |
|    | Italia (bandiera) | D     | Marzio Lugnan          |
|    | Italia (bandiera) | D     | Vittorio Belotti       |
|    | Italia (bandiera) | D     | Mario Manera           |
|    | Italia (bandiera) | D     | Antonio Percassi       |
|    | Italia (bandiera) | D     | Gaetano Scirea         |
|    | Italia (bandiera) | D     | Giacomo Vianello       |
|    | Italia (bandiera) | C     | Alberto Carelli        |
|    | Italia (bandiera) | C     | Gianfranco Delle Donne |

| N. |                   | Ruolo | Calciatore          |
| -- | ----------------- | ----- | ------------------- |
|    | Italia (bandiera) | C     | Maurizio Gaiardi    |
|    | Italia (bandiera) | C     | Gianfranco Leoncini |
|    | Italia (bandiera) | C     | Giorgio Vignando    |
|    | Italia (bandiera) | A     | Fabio Bonci         |
|    | Italia (bandiera) | A     | Emanuele Gattelli   |
|    | Italia (bandiera) | A     | Elio Gustinetti     |
|    | Italia (bandiera) | A     | Claudio Macciò      |
|    | Italia (bandiera) | A     | Paolo Meucci        |
|    | Italia (bandiera) | A     | Sergio Pellizzaro   |
|    | Italia (bandiera) | A     | Giovanni Pirola     |
|    | Italia (bandiera) | C     | Antonio Bevilacqua  |

## Risultati

### Campionato

#### Girone di andata
| Arbitro: | Agnolin (Bassano del Grappa) |

|            |           |  |
| Savoia 30’ | Marcatori |  |

| Arbitro: | Prati (Parma) |

|  |           |          |
|  | Marcatori | 57’ Enzo |

| Taranto 14 ottobre 1973 3ª giornata | Taranto          | 0 – 0 | Atalanta | Stadio Salinella\| Arbitro: \| Levrero (Genova) \| |
| Arbitro:                            | Levrero (Genova) |       |          |                                                    |

| Arbitro: | Gialluisi (Barletta) |

|  |           |              |
|  | Marcatori | 81’ Gattelli |

| Arbitro: | R. Lattanzi (Roma) |

|                               |           |            |
| Gattelli 54’ Bonci 83’ (rig.) | Marcatori | 53’ Libera |

| Arbitro: | Cantelli (Firenze) |

|             |           |  |
| Panizza 27’ | Marcatori |  |

| Arbitro: | Angonese (Mestre) |

|              |           |               |
| Gattelli 39’ | Marcatori | 13’ Campanini |

| Bergamo 18 novembre 1973 8ª giornata | Atalanta           | 0 – 0 | Reggina | Stadio Comunale\| Arbitro: \| Reggiani (Bologna) \| |
| Arbitro:                             | Reggiani (Bologna) |       |         |                                                     |

| Catania 25 novembre 1973 9ª giornata | Palermo          | 0 – 0 | Atalanta | Stadio Cibali\| Arbitro: \| Lenardon (Siena) \| |
| Arbitro:                             | Lenardon (Siena) |       |          |                                                 |

| Arbitro: | Trinchieri (Reggio Emilia) |

|                   |           |  |
| S. Pellizzaro 20’ | Marcatori |  |

| Perugia 9 dicembre 1973 11ª giornata | Perugia                | 0 – 0 | Atalanta | Stadio Santa Giuliana\| Arbitro: \| Martinelli (Catanzaro) \| |
| Arbitro:                             | Martinelli (Catanzaro) |       |          |                                                               |

| Bergamo 16 dicembre 1973 12ª giornata | Atalanta                     | 0 – 0 | Catanzaro | Stadio Comunale\| Arbitro: \| Agnolin (Bassano del Grappa) \| |
| Arbitro:                              | Agnolin (Bassano del Grappa) |       |           |                                                               |

| Arbitro: | Prati (Parma) |

|          |           |  |
| Zeli 47’ | Marcatori |  |

| Bergamo 30 dicembre 1973 14ª giornata | Atalanta           | 0 – 0 | Brindisi | Stadio Comunale\| Arbitro: \| Michelotti (Parma) \| |
| Arbitro:                              | Michelotti (Parma) |       |          |                                                     |

| Arbitro: | Moretto (San Donà di Piave) |

|             |           |  |
| Zandoli 74’ | Marcatori |  |

| Bergamo 13 gennaio 1974 16ª giornata | Atalanta         | 0 – 0 | SPAL | Stadio Comunale\| Arbitro: \| Lenardon (Siena) \| |
| Arbitro:                             | Lenardon (Siena) |       |      |                                                   |

| Arbitro: | R. Lattanzi (Roma) |

|             |           |              |
| Rizzati 65’ | Marcatori | 11’ Gattelli |

| Arbitro: | Menicucci (Firenze) |

|           |           |  |
| Bonci 76’ | Marcatori |  |

| Arbitro: | Martinelli (Catanzaro) |

|  |           |              |
|  | Marcatori | 35’ Gattelli |

#### Girone di ritorno
| Arbitro: | Trono (Torino) |

|  |           |             |
|  | Marcatori | 15’ Vannini |

| Arbitro: | Calì (Roma) |

|               |           |  |
| Gavinelli 68’ | Marcatori |  |

| Arbitro: | Ambrosio (Napoli) |

|            |           |  |
| Divina 23’ | Marcatori |  |

| Bergamo 3 marzo 1974 23ª giornata | Atalanta                  | 0 – 0 | Arezzo | Stadio Comunale\| Arbitro: \| Turiano (Reggio Calabria) \| |
| Arbitro:                          | Turiano (Reggio Calabria) |       |        |                                                            |

| Arbitro: | Prati (Parma) |

|  |           |            |
|  | Marcatori | 31’ Manera |

| Arbitro: | Ciacci (Firenze) |

|  |           |               |
|  | Marcatori | 44’ Prunecchi |

| Arbitro: | Gialluisi (Barletta) |

|           |           |           |
| Silva 59’ | Marcatori | 39’ Bonci |

| Arbitro: | Picasso (Chiavari) |

|             |           |  |
| Zazzaro 27’ | Marcatori |  |

| Arbitro: | Barboni (Firenze) |

|            |           |             |
| Gaiardi 1’ | Marcatori | 60’ Barbana |

| Arbitro: | Porcelli (Lodi) |

|                  |           |  |
| Botti 73’ (rig.) | Marcatori |  |

| Arbitro: | Levrero (Genova) |

|                          |           |  |
| S. Pellizzaro 11’ (rig.) | Marcatori |  |

| Lecce 28 aprile 1974 31ª giornata | Catanzaro          | 0 – 0 | Atalanta | Stadio Via del Mare\| Arbitro: \| Reggiani (Bologna) \| |
| Arbitro:                          | Reggiani (Bologna) |       |          |                                                         |

| Arbitro: | Lenardon (Siena) |

|           |           |  |
| Bonci 49’ | Marcatori |  |

| Arbitro: | Terpin (Trieste) |

|                          |           |            |
| Michesi 29’ Fiorillo 36’ | Marcatori | 22’ Scirea |

| Arbitro: | Ciulli (Roma) |

|                                          |           |  |
| S. Pellizzaro 3’ Macciò 22’ Vignando 74’ | Marcatori |  |

| Arbitro: | Lanzetti (Viterbo) |

|                                   |           |                   |
| Donati 65’, 89’ Gambin 82’ (rig.) | Marcatori | 17’ (rig.) Macciò |

| Arbitro: | Busalacchi (Palermo) |

|              |           |            |
| Leoncini 27’ | Marcatori | 5’ Repetto |

| Arbitro: | Laurenti (Padova) |

|                        |           |          |
| Ronchi 15’ Codraro 16’ | Marcatori | 3’ Bonci |

| Arbitro: | Lo Bello (Siracusa) |

|                              |           |             |
| Carelli 6’ S. Pellizzaro 32’ | Marcatori | 44’ Casarsa |

### Coppa Italia

#### Girone 7
| Vicenza 29 agosto 1973 1ª giornata | Lanerossi Vicenza | 0 – 0 |  | Stadio Romeo Menti\| Arbitro: \| Serafino (Roma) \| |
| Arbitro:                           | Serafino (Roma)   |       |  |                                                     |

| Arbitro: | Moretto (San Donà di Piave) |

|                                                                |           |  |
| S. Pellizzaro 40’ (rig.) Gattelli 57’, 75’ T. Mutti 66’ (aut.) | Marcatori |  |

| 9 settembre 1973 3ª giornata |  | – Turno di riposo ATALANTA |  |  |

| Arbitro: | Calì (Roma) |

|                  |           |  |
| S. Pellizzaro 2’ | Marcatori |  |

| Brindisi 23 settembre 1973 5ª giornata | Brindisi             | 0 – 0 | Atalanta | Stadio Comunale\| Arbitro: \| Barbaresco (Cormons) \| |
| Arbitro:                               | Barbaresco (Cormons) |       |          |                                                       |

#### Girone A di semifinale
| Arbitro: | Levrero (Genova) |

|                               |           |  |
| S. Mazzola 62’ G. Mariani 81’ | Marcatori |  |

| Arbitro: | Ciulli (Roma) |

|             |           |                           |
| Carelli 58’ | Marcatori | 56’ G. Savoldi 81’ Ghetti |

| Arbitro: | Lenardon (Siena) |

|                       |           |              |
| Benetti 46’ Bigon 81’ | Marcatori | 23’ Vignando |

| Arbitro: | Martinelli (Catanzaro) |

|                        |           |                                                  |
| Divina 5’ Vianello 89’ | Marcatori | 3’ Chiarugi 21’ Rivera 52’ Bergamaschi 76’ Bigon |

| Arbitro: | Mascali (Desenzano del Garda) |

|           |           |  |
| Scirea 2’ | Marcatori |  |

| Arbitro: | Panzino (Catanzaro) |

|                                                 |           |              |
| Ghetti 46’ G. Savoldi 51’ (rig.) Massimelli 76’ | Marcatori | 22’ Vignando |

## Statistiche

### Statistiche di squadra
| Competizione | Punti | In casa | In casa | In casa | In casa | In casa | In casa | In trasferta | In trasferta | In trasferta | In trasferta | In trasferta | In trasferta | Totale | Totale | Totale | Totale | Totale | Totale | DR |
| Competizione | Punti | G       | V       | N       | P       | Gf      | Gs      | G            | V            | N            | P            | Gf           | Gs           | G      | V      | N      | P      | Gf     | Gs     | DR |
| ------------ | ----- | ------- | ------- | ------- | ------- | ------- | ------- | ------------ | ------------ | ------------ | ------------ | ------------ | ------------ | ------ | ------ | ------ | ------ | ------ | ------ | -- |
| Serie B      | 36    | 19      | 8       | 8       | 3       | 15      | 8       | 19           | 3            | 6            | 10           | 9            | 16           | 38     | 11     | 14     | 13     | 24     | 24     | 0  |
| Coppa Italia |       | 5       | 3       | 0       | 2       | 9       | 6       | 5            | 0            | 2            | 3            | 1            | 7            | 10     | 3      | 2      | 5      | 10     | 13     | -3 |

### Statistiche dei giocatori
| Giocatore      | Serie B  | Serie B | Coppa Italia | Coppa Italia | Totale   | Totale |
| Giocatore      | Presenze | Reti    | Presenze     | Reti         | Presenze | Reti   |
| -------------- | -------- | ------- | ------------ | ------------ | -------- | ------ |
| F. Bonci       | 29       | 5       | 7            | 0            | 36       | 5      |
| F. Brambilla   | 2        | 0       | 0            | 0            | 2        | 0      |
| A. Carelli     | 16       | 1       | 2            | 1            | 18       | 2      |
| R. Cipollini   | 37       | 0       | 8            | 0            | 45       | 0      |
| G. Delle Donne | 7        | 0       | 4            | 0            | 11       | 0      |
| B. Divina      | 27       | 1       | 8            | 1            | 35       | 2      |
| M. Gaiardi     | 6        | 1       | 4            | 0            | 10       | 1      |
| E. Gattelli    | 24       | 4       | 4            | 2            | 28       | 6      |
| E. Gustinetti  | 11       | 0       | 2            | 0            | 13       | 0      |
| G. Leoncini    | 29       | 1       | 7            | 0            | 36       | 1      |
| M. Lugnan      | 29       | 0       | 10           | 0            | 39       | 0      |
| C. Macciò      | 28       | 2       | 7            | 0            | 35       | 2      |
| M. Manera      | 21       | 1       | 5            | 0            | 26       | 1      |
| P. Meucci      | 4        | 0       | 1            | 0            | 5        | 0      |
| S. Pellizzaro  | 29       | 4       | 8            | 2            | 37       | 6      |
| A. Percassi    | 18       | 0       | 6            | 0            | 24       | 0      |
| G. Pirola      | 32       | 0       | 8            | 0            | 40       | 0      |
| G. Scirea      | 38       | 1       | 10           | 1            | 48       | 2      |
| G. Tamburrini  | 2        | 0       | 2            | 0            | 4        | 0      |
| G. Vianello    | 32       | 0       | 10           | 1            | 42       | 1      |
| G. Vignando    | 31       | 1       | 8            | 2            | 39       | 3      |